# 神奈川県第19区
神奈川県第19区（かながわけんだい19く）は、日本の衆議院議員総選挙における選挙区。2022年（令和4年）公職選挙法改正による区割りの変更で新設。

## 区域
2022年（令和4年）公職選挙法改正以降の区域は以下のとおりである。本選挙区の設置前は横浜市都筑区が7区と8区、川崎市宮前区が9区と18区だった。
- 横浜市
  - 都筑区
- 川崎市
  - 宮前区

## 歴史
2022年に区割りの改正がされた際の新設区（第50回衆議院議員総選挙で初めて実施）。
2024年10月27日に行われた第50回衆議院議員総選挙では6人の新人の対決となり自由民主党の草間剛が当選した。

## 小選挙区選出議員
| 選挙名                 | 年     | 当選者 | 党派       |
| ---------------------- | ------ | ------ | ---------- |
| 第50回衆議院議員総選挙 | 2024年 | 草間剛 | 自由民主党 |

## 選挙結果
時の内閣：第1次石破内閣 解散日：2024年10月9日 公示日：2024年10月15日
当日有権者数：36万8832人 最終投票率：57.05% （全国投票率：53.85%（2.08%））
| 当落 | 候補者名   | 年齢 | 所属党派     | 新旧 | 得票数   | 得票率 | 惜敗率 | 推薦・支持 | 重複 |
| ---- | ---------- | ---- | ------------ | ---- | -------- | ------ | ------ | ---------- | ---- |
| 当   | 草間剛     | 42   | 自由民主党   | 新   | 64,315票 | 31.34% | ――     | 公明党推薦 | ○    |
|      | 佐藤喬     | 42   | 立憲民主党   | 新   | 50,857票 | 24.78% | 79.07% |            | ○    |
| 比当 | 深作ヘスス | 39   | 国民民主党   | 新   | 50,578票 | 24.64% | 78.64% |            | ○    |
|      | 添田勝     | 46   | 日本維新の会 | 新   | 25,630票 | 12.49% | 39.85% |            | ○    |
|      | 横関克弘   | 71   | 日本共産党   | 新   | 9,008票  | 4.39%  | 14.01% |            |      |
|      | 木吉小百合 | 69   | 無所属       | 新   | 4,859票  | 2.37%  | 7.56%  |            | ×    |